# Mantis octospilota
Mantis octospilota (лат.) — насекомое из семейства настоящих богомолов отряда богомоловых. Обитает в Австралии. Его можно узнать по восьми черным пятнам на дорсальной поверхности брюшка.